# Округ Брезно
Округ Брезно (слч. Okres Brezno) округ је у Банскобистричком крају, у Словачкој Републици. Административно средиште округа је град Брезно.

## Географија
Налази се у сјевероисточном дијелу Банскобистричког краја.
Граничи:
- на сјеверу је Жилински крај,
- источно Кошички крај,
- западно Округ Банска Бистрица,
- јужно Округ Дјетва, Округ Полтар, Округ Римавска Собота и Округ Ревуца.

Клима је умјерено континентална.

## Становништво
| Година:    | 1994.  | 2004.   | 2014.   | 2024.   |
| ---------- | ------ | ------- | ------- | ------- |
| Број људи: | 66 424 | 65 080  | 62 971  | 57 916  |
| Разлика:   |        | -2,02 % | -3,24 % | -8,02 % |

| Година:    | 2023.  | 2024.   |
| ---------- | ------ | ------- |
| Број људи: | 58 297 | 57 916  |
| Разлика:   |        | -0,65 % |

Према подацима о броју становника из 2011. године округ је имао 64.076 становника. Словаци чине 87,15% становништва.
| Етнички састав (2011)‍ | Етнички састав (2011)‍ | Етнички састав (2011)‍ | Етнички састав (2011)‍ | Етнички састав (2011)‍ |
| --------------------- | --------------------- | --------------------- | --------------------- | --------------------- |
|                       |                       |                       |                       |                       |
| Словаци               | Словаци               |                       | 0                     | 87,15%                |
| Чеси                  | Чеси                  |                       | 0                     | 0,36%                 |
| остали, непознато     | остали, непознато     |                       | 0                     | 12,49%                |

## Насеља
У округу се налази један град и 29 насељених мјеста.